# دورستاد

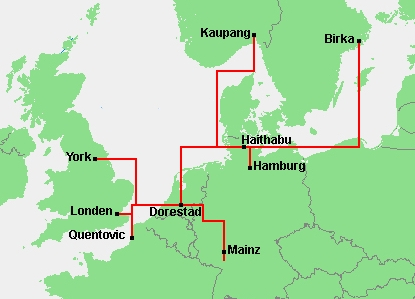
دورستاد في شبكة التجارة الرئيسية في Early العصور الوسطى المبكرة (حوالي 800م)

موقع مدينة دورستاد في العصور الوسطى المبكرة كان في الجنوب الشرقي من مقاطعة أوترخت بهولندا، وهي قريبة للبلدة الحديثة فايك باي دورستيده.